# Michael Phillips (Eiskunstläufer)
Michael Phillips († 2016) war ein britischer Eiskunstläufer, der im Eistanz startete.
Seine Eistanzpartnerin war Linda Shearman. Mit ihr zusammen nahm er im Zeitraum von 1961 bis 1963 an Welt- und Europameisterschaften teil. Bei Europameisterschaften gewannen Shearman und Phillips 1961 die Bronzemedaille, 1962 die Silbermedaille und 1963 in Budapest schließlich die Goldmedaille. Ihre einzige Medaille bei Weltmeisterschaften errangen sie 1963 in Cortina d’Ampezzo mit Silber hinter Eva Romanová und Pavel Roman aus der Tschechoslowakei.

## Ergebnisse

### Eistanz
(mit Linda Shearman)
| Wettbewerb / Jahr         | 1961 | 1962 | 1963 |
| ------------------------- | ---- | ---- | ---- |
| Weltmeisterschaften       |      | 4.   | 2.   |
| Europameisterschaften     | 3.   | 2.   | 1.   |
| Britische Meisterschaften |      | 1.   | 1.   |